# Rue Duguay-Trouin
Pour les articles homonymes, voir Duguay-Trouin.
La rue Duguay-Trouin est une rue située dans le 6e arrondissement de Paris.

## Situation et accès
Longue de 150 mètres, elle commence 56, rue d’Assas et finit 19, rue de Fleurus.
L'alignement originel est respecté jusqu'à l'érection de la résidence des nos 5, 7 et 7 bis, en léger retrait de l'alignement.
Le quartier est desservi par la ligne de métro 12 à la station Notre-Dame-des-Champs et par la ligne de métro 4 à la station Saint-Placide.

## Origine du nom

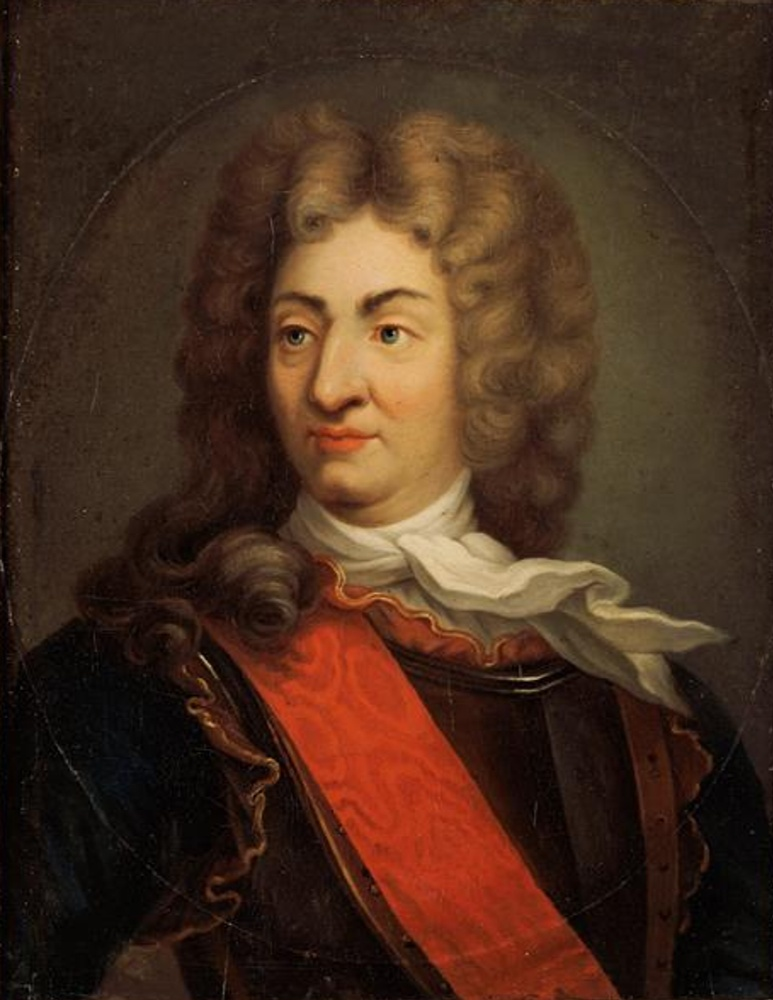
René Duguay-Trouin.

Cette rue honore René Trouin, sieur du Gué, dit Duguay-Trouin corsaire français (1673-1736) lieutenant-général des armées navales, enterré dans l'église Saint-Roch à Paris.

## Historique
Cette voie a été ouverte, dans les années 1790, sur une partie du jardin du Luxembourg sous le nom de « rue Thimeray » avant de prendre sa dénomination actuelle vers 1807. Pour les besoins du service des carrières, cette rue resta fermée à chacune de ses extrémités, par des portes en bois, de sa création jusque vers 1810.
La rue Huysmans n'ayant été ouverte qu'au début du XXe siècle, et dans la mesure où la rue Duguay-Trouin forme un coude commençant et se terminant dans la même rue d'Assas (nommée « rue de l'Ouest » jusqu'en 1868), elle a longtemps été inutile à la circulation en dehors de sa propre desserte. Donnant accès aux carrières souterraines, la rue était essentiellement dévolue à cette activité, et était à cette fin fermée par des portes à ses deux extrémités jusque dans les années 1810,.
Les carrières ont été abandonnées après leur exploitation, et la zone étant peu bâtie dans la première moitié du XIXe siècle, la consolidation des galeries n'était pas une priorité pour l'Inspection générale des carrières. Aussi, en 1813, 1848 et 1879, des fontis sont venus au jour, sans toutefois occasionner de dégâts majeurs.

## Bâtiments remarquables et lieux de mémoire
- No 3 :

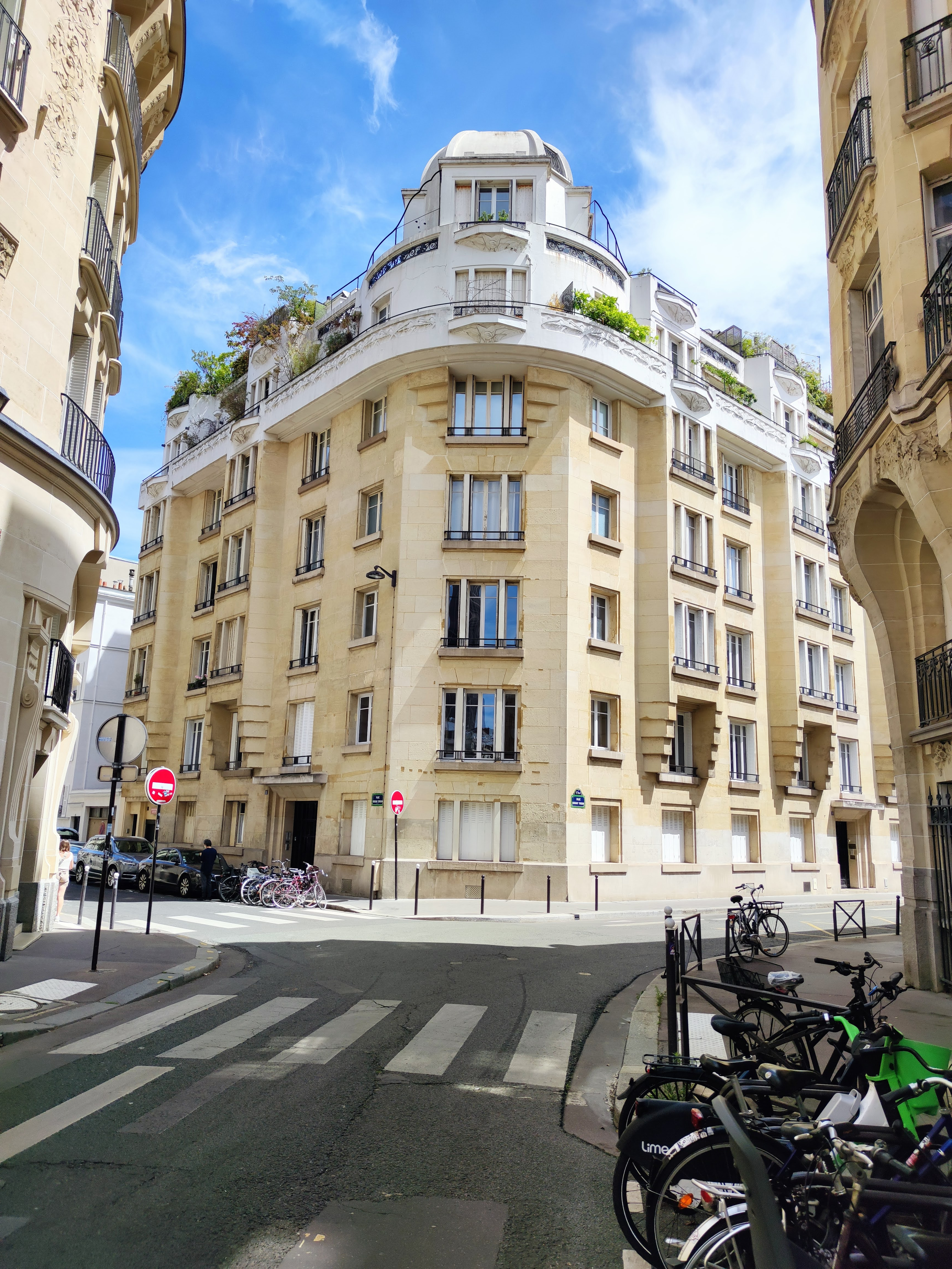
Nos 6-8.

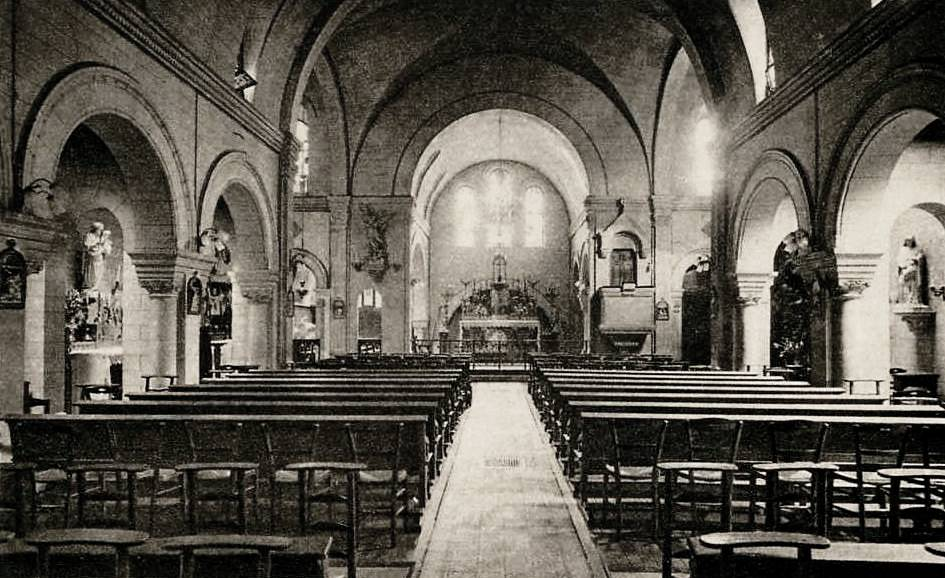
No 7 : ancien emplacement de la chapelle des Sœurs servantes de Marie.

  - emplacement de l'ancienne communauté des Dames de Sion ;
  - siège national du comité français de l'UNICEF ;
  - siège de la Conférence des religieux et religieuses de France (Corref)
- No 6 : siège de l’Assemblée des départements de France (ADF).
- No 7 : jusqu'en 1903 se trouvait à cet emplacement la maison des Sœurs servantes de Marie avec la chapelle attenante[1]. L'ensemble a été détruit en 1976 pour laisser la place à un immeuble d'habitation où se trouvent des logements privés et un foyer de filles (jusqu'en 2017 ; depuis lors, la partie droite du bâtiment abrite une partie de l'internat du collège Stanislas[5]).
- No 9 (et 27, rue Notre-Dame-des-Champs) : emplacement de la parcelle sur laquelle se trouvait une maison entourée d'un vaste jardin, qui fut occupée par Victor Hugo entre 1827 et 1830[6].
- No 9 (et 1, rue Huysmans) : École de la cause freudienne.
- No 11 : bureaux et ateliers de la maison de couture Sonia Rykiel, qui siège officiellement dans la boutique du boulevard Saint-Germain.